# Груда (Ређо ди Калабрија)
Груда (итал. Gruda) је насеље у Италији у округу Ређо ди Калабрија, региону Калабрија.
Према процени из 2011. у насељу је живело 112 становника. Насеље се налази на надморској висини од 14 м.